# Фітеціїні
Фітеціїні (лат. Phytoeciini Pascoe, 1864) — триба жуків з родини вусачів.

## Систематика
Роди:
- Oberea Dejean, 1835
- Phytoecia Dejean, 1835